# Terminologia
La terminologia és l'estudi dels termes i el seu ús. Els termes són paraules i paraules compostes que s'utilitzen en contextos i àmbits específics. No s'han de confondre els termes en els usos col·loquials amb la forma abreujada de termes tècnics que es defineixen dins d'un camp de disciplina o especialitat. La Terminologia estudia, entre altres coses, com els termes tècnics arriben a ser i les interrelacions que tenen en la cultura.
La terminologia, per tant, denota una disciplina formal que estudia sistemàticament l‘etiquetatge o la designació de conceptes particulars dins d'un o més camps temàtics o àmbits de l'activitat humana, a través de la investigació i l'anàlisi dels termes en el seu context, amb el propòsit de documentar i promoure'n l'ús adequat i normalitzat. Aquest estudi pot limitar-se a una llengua o pot cobrir més d'una llengua al mateix temps (terminologia multilingüe), o pot centrar-se en estudis de termes interdisciplinaris.

## Informació general
La disciplina de la terminologia es basa en els seus principis teòrics propis i consisteix principalment dels següents aspectes:
- anàlisi dels conceptes i estructures de concepte utilitzats en un camp o àmbit d'activitat.
- identificació dels termes assignats als conceptes.
- en el cas de terminologia bilingüe o multilingüe, s'estableixen les correspondències entre els termes en diferents idiomes.
- elaboració de la terminologia, en paper o en bases de dades.
- extracció automàtica de terminologia.[2]
- gestió de bases de dades terminològiques.
- creació de nous termes, segons sigui necessari.

## Tipus de terminologia
Es fa una distinció entre dos tipus de terminologia:
- terminologia ad hoc, que s'ocupa d'un sol terme o un nombre limitat de termes
- terminologia sistemàtica, que s'ocupa de tots els termes d'un camp específic o àmbit d'activitat

La terminologia ad hoc és predominant en la professió de traducció, on cal una traducció d'un terme específic (o grup de termes) de forma ràpida per resoldre un problema de traducció en particular.

## Terminologia com a disciplina
Com a disciplina, la terminologia es relaciona amb traducció, al costat de la qual se sol ensenyar a les universitats i escoles de traducció. Grans departaments de traducció i agències de traducció sovint tenen una secció de terminologia, o calen traductors per fer recerca terminològica.